# Alfa Romeo 156
Alfa Romeo 156 (Typ 932) je kompaktní sportovně laděný osobní automobil vyráběný italskou automobilkou Alfa Romeo. Vůz byl představen na autosalonu ve Frankfurtu v roce 1997 jako nástupce modelu Alfa Romeo 155. Nová Alfa Romeo po představení zaujala svým originálním designem a technikou konstrukce podvozku zabezpečují na tu dobu výborné jízdní vlastnosti s důrazem na sportovní pocit z řízení. V následujícím roce 1998 získal vůz prestižní ocenění European Car of the Year. Základem Alfy Romeo 156 byla výrazně upravená platforma Tipo, jež byla použita již u jeho předchůdce Alfy Romeo 155. Model 156 byl nabízen s karoseriemi sedan, Sportwagon (kombi) a z kombi odvozené varianty Crosswagon. Pod kapotou se nacházelo sedm konfigurací zážehových i vznětových motorů, které v průběhu let podléhaly dalšímu vývoji a byly tak naladěny na různé výkonové varianty. Alfa Romeo 156 prošla dvěma facelifty, nejprve v roce 2002 a poté v roce 2003. V roce 2005 byla nahrazena modelem Alfa Romeo 159, kdy ovšem výroba verze Crosswagon ještě probíhala až do roku 2007.
Automobily byly montovány v továrně Fiat Group v Pomigliano d'Arco v Itálii a v závodě General Motors v Rayongu v Thajsku. Výroba v Thajsku začala v březnu 2002 a trvala jen několik let - zde vyráběná auta byla zaměřena na asijsko-pacifické trhy. V letech 1997 až 2005 bylo vyrobeno přibližně 680 000 kusů tohoto modelu.
Vozy Alfa Romeo 156 se zúčastňovaly různých závodů cestovních vozů. Například šampionát WTCC nebo dříve DTM.

## Design
Alfa Romeo 156 vznikala pod vedením designéra Waltera de'Silvy u společnosti Alfa Centro Stile. Hlavními vnějšími rysy jsou vysoké zakřivené boky, kovové kliky předních dveří v retro stylu a zapuštěné kliky zadních dveří, které evokují vzhled kupé. Pro Alfu Romeo typická přední maska nazývaná scudetto je zapuštěna hluboko do nárazníku, kdy díky tomuto řešení musí být registrační značka umístěna bokem. Návrh byl ovlivněn modely Alfa Romeo 1900, Giulietta a Giulia. Model 156 dosáhl koeficientu odporu (Cd) 0,31. 

## Interiér
V interiéru dominují dva, v tubusu umístěné, budíky rychloměru a otáčkoměru odkazující na automobily Alfa Romeo z šedesátých a sedmdesátých let. Základní podsvícení budíků je u předfaceliftových verzí zelené, u verzí se sportpacketem červené. Verze po prvním faceliftu mají podsvícení přístrojů řešené v červené barvě. Celý středový panel je natočen směrem k řidiči, kdy má tento prvek podporovat ergonomii vozu se sportovním charakterem. Ve středovém panelu pak najdeme tři malé budíky informující o stavu paliva, čase a teplotě chladicí kapaliny, dále pak rádio a ovládání klimatizace. Ergonomie se sportovním nádechem se týká i sedadel s výraznou boční oporou těla, ve kterých se sedí relativně nízko a pohodlně. Interiér mohl být vyveden v několika různých barvách a materiálech. Sedadla, a k nim doplněné výplně dveří, mohla být v provedení černé, červené, kávové či šedé kůže. Dále mohla být čalouněna manšestrovou látkou v modrošedém nebo zeleném odstínu, též běžnou šedou látkou, nebo pro verzi Sportpacket byla sedadla látková s červeným prošíváním, kdy i pro Sportpacekt byly možné dvě verze sedadel - úzké a široké. Široké s možností vysunutí podsedáku. Přední sedadla mohla být doplněna o výhřev (po fl 2002) a o loketní opěrku řidiče (nikoli pro sedadla Sportacket). Po faceliftu interiéru v roce 2002 postupně přibyly další druhy textilií, včetně materiálu Alfatex, který se vyskytuje především u verze Crosswagon. Po roce 2002 bylo možné připlatit si za široká kožená sportovní sedadla s červeným prošitím a polohovatelným podsedákem předních sedaček, která byla poté též standardem pro verzi TI.  Volant, řadicí páka a středový tunel bylo možné objednat ve dřevěném designu, u verze Sportpacket je středový panel v povedení imitace karbonu. Nevýhodou vzniklou na úkor designu a sportovnosti interiéru je pak málo odkládací prostor a prostornost celkově.
V roce 2003 přišel facelift exteriéru, za nímž stal italský designér Giorgetto Giugiaro a společnost Italdesign.
Vyráběla se taktéž sportovní verze 156 GTA, která je z hlediska designu výrazná svým rozšířením a bodykitem.

## Facelift 2002
V roce 2002 byl uveden facelift, který byl zaměřen na zavedení nových výbavových prvků Alfy 156. V interiéru s novou povrchovou úpravou palubní desky s doplněnými chromovanými prvky například nově pracovala dvouzónová digitální klimatizace. Vnitřní klima bylo možné ovládat automaticky pomocí senzoru kvality vzduchu. Interiér bylo i nadále možné objednat v různých barvách a materiálech, ovšem již nebylo možné mít jej v materiálu manšestr. K dispozici byla širší nabídka příplatkové výbavy, včetně xenonového osvětlení, teleinformatiky (CONNECT a CONNECT NAV) a stereofonního systému Bose. Stereo systém se pak dal ovládat také pomocí tlačítek na volantu. Byl také aktualizován řídicí systém převodovky Selespeed, tlačítka plus-mínus na volantu byla nahrazena pádly řazení pod volantem. Na středu palubní desky přibyl multifunkční displej s palubním počítačem, jež řidiče informuje o základních parametrech vozu jako je spotřeba paliva, počítadlo ujeté vzdálenosti, o poruchách a servisních intervalech. Modernizace znamenala také posun v oblasti bezpečnostních systémů v podobě elektronického stabilizačního systému VDC (Vehicle Dynamic Control) a kontroly prokluzu kol ASR (Anti Slip Regulation) jako standard. Do vozu byla navíc přidána jednotka MSR (Motor Schleppmoment Regelung), která brání prokluzu kol regulací točivého momentu motoru, například při náhlém přeřazení rychlostního stupně za podmínek nízké přilnavosti. Pasivní bezpečnost byla také vylepšena - všechny verze standardně dostaly okenní airbagy. Přibyl motor 2,0L JTS 165 k (121 kW) s přímým vstřikováním benzinu a plnící emisní normu Euro 3. Tento motor nahradil nepřímovstřikový motor 2.0L Twin Spark 110kw (Euro 3), kdy nabízel více točivého momentu a vyšší výkon než obě předchozí verze motoru 2.0L Twin Spark (Euro 2-114 kW a Euro 3-110 kW). Dle některých názorů ovšem motor JTS přišel o jistý charakter tak typický pro italské atmosférické motory, spočívající především v ochotě dosahovat vysokých otáček a jejich gradaci při sportovní jízdě. Vznětové motory byly také vylepšeny. Jediným významným rozdílem v exteriéru byla zrcátka a nárazníkové lišty lakované v barvě karoserie, které byly dříve v černém plastu.
Současně s tímto faceliftem začala být vyráběna vrcholná varianta modelu 156 a to verze GTA.

## Facelift 2003
Na konci roku 2003 byl uveden na trh facelift Alfy Romeo 156 s novým designem přední a zadní části vozu, který navrhl Giorgetto Giugiaro. K vyráběným variantám přibyla i verze TI (Turismo Internazionale) s novou sportovní výbavou. Tato verze byla vybavena upraveným sníženým podvozkem, většími koly s pneumatikami 215/45 R17 a příplatkovým koženým interiérem. Dieselové motory prošly zásadní změnou, která zahrnovala především zavedení čtyř ventilů připadajících na jeden válec namísto dvou a druhé generace vstřikování common rail s maximálním vstřikovacím tlakem 1400 bar s až pěti vstřikováními za cyklus pro nižší hluk, spotřebu a vyšší výkon. Výkony vznětových motorů byly naladěny na 140/150 PS (103/110 kW) pro čtyřválcový 1,9 litrový s 16 ventily a 175 PS (128 kW) pro pětiválec 2,4 litrový s 20 ventily v hlavě válců.
Modely GTA nikdy modernizací exteriéru neprošly.

## Speciální modely

### 156 GTA
156 GTA a 156 Sportwagon GTA byly představeny na autosalonu ve Frankfurtu v září 2001. GTA je pojmenování po Alfě Romeo GTA z 60. let. Písmena GTA znamenají Gran Turismo Alleggerita. Vyvinut byl spolu s Alfou Romeo 147 GTA, kdy se jednalo o vysoce exkluzivní výkonný model ručně sestavený na vyhrazené výrobní lince oddělené od výroby standardních modelů 156. 
Do října roku 2005 bylo vyrobeno 2 984  sedanů (z toho 361 s převodovkou Selespeed) a 1 673  kombi Sportwagon (z toho 505 s převodovkou Selespeed). Výroka Alfy 156 GTA byla ukončena z důvodu, že motor V6 nebyl schopen splnit emisní předpisy a kvůli nahrazení Alfy Romeo 156 modelem 159. GTA bylo prodáváno v omezeném počtu s pravostranným řízením vozidla, která mají díky své vzácnosti vyšší cenu než vozidla s levostranným řízením. 
Úplně první GTA bylo prodáno prostřednictvím online aukce od 13. do 23. září, během frankfurtského autosalonu. Vítězná nabídka činila 48 691,26 EUR a byla věnována charitativnímu fondu „Telethon“. 
Pod kapotou Alfy Romeo 156 GTA se nachází 3,2 litrový motor V6 Busso, nebo někdy též nazývaný Bussone, tedy "Velké Busso" (nazýván po legendárním inženýrovi Alfy Romeo Giuseppe Bussovi). Motor byl speciálně vyroben výzkumnými středisky Fiat a Maserati.Tento motor je všeobecně uznáván za svůj zvukový projev a charakteristiku vycházející z ochoty motoru dosahovat rychle vysokých otáček. Jednalo se o největší variantu motoru "Busso" vyráběného továrnou Alfa Romeo. Motor má vrtání 93 mm a zdvih 78 mm, přičemž zdvihový objem je 3,179 ml. Výkon motoru je naladěn na 250 PS (184 kW) a 300 Nm točivého momentu. Celkově vůz vážil o 55 kg více než standardní 156 s motorem 2.5 L V6. Varianta GTA sdílí palubní desku s civilními modely Alfy 156 po faceliftu. Budíky a ukazatele přístrojů jsou ovšem vyvedeny v černé grafice. Výplně dveří a sedačky jsou pro GTA speciální. Z karosářských dílů jsou s běžnými variantami společné pouze dveře, víko zavazadlového prostoru a kapota. Ostatní díly jsou kvůli celkovému rozšíření vozu specifické.  Varianta GTA nikdy neprošla vnějším faceliftem z roku 2003 navrženým Giugiarem, ale pokračovala v uznávaném designu Waltera de Silvy až do samého konce výroby. Další výraznou odlišností od běžných variant Alfy 156 je převod rychlosti řízení, který je rychlejší a od jedné krajní polohy k druhé postačuje pouze 1,7 otáčky volantem ve srovnání s 2,1 otáčky u civilních variant. GTA mělo také větší brzdy (Brembo), v prvním roce výroby 2002 vpředu 305 milimetrové kotouče a vzadu 276 milimetrů. Přední kotouče byly později upgradovány na 330 milimetrů, aby se vyrovnaly s potenciálem modelu GTA.

### 156 Sportwagon Q4
V roce 2004 byl na některé trhy uveden model Sportwagon Q4, tedy kombi verze s pohonem všech kol. Systém Q4 (zkratka pro Quadrifoglio 4) používá tři diferenciály, centrální byl typu Torsen C s omezeným prokluzem. Pohon všech čtyř kol přidává přibližně 150 kg k celkové hmotnosti vozidla. Tento systém vyvinula společnost sídlící v Turíně, specialista na hnací ústrojí Graziano Trasmissioni. Zvýšená světlá výška znamená, že Sportwagon Q4 byl vysoký 1 458 mm. Sportwagon Q4 se na první pohled odlišuje od běžných verzí s pohonem předních kol, kromě své výšky, také speciálními 5 paprskovými 17 palcovými koly a znakem „Q4“ na zádi. Jediným dostupným motorem v nabídce byl vznětový motor 1,9 M-Jet s výkonem 150 k (110 kW)

### 156 Crosswagon Q4
Crosswagon Q4 byl uveden na trh v roce 2004 a vyznačuje se crossoverovým vzhledem a vylepšenými schopnostmi v terénu. Výška vozu Crosswagon se ve srovnání s modelem Sportwagon Q4 dále zvýšila, což vozu poskytlo lepší nájezdové úhly. Při 1497 mm byl o 6,5 cm vyšší než standardní 156. Celoroční pneumatiky s vysokými bočnicemi na 17 palcových kolech byly standardem. Jediným dostupným motorem byl vznětový motor 1,9 M-Jet s výkonem 150 k (110 kW). Vzhled Crosswagonu byl vyveden tak, aby vypadal spíše jako terénní vozidlo a to díky jedinečným předním a zadním nárazníkům s ochrannými nerezovými štíty náběhových hran vozu vpředu i vzadu a plastovo-nerezovými nástavci prahů. Po zavedení modelu Alfa Romeo 159 v roce 2005 zůstal Crosswagon ve výrobě ještě další dva roky, kdy poté ukončením jeho výroby v roce 2007 definitivně skončila výroba modelu 156.

## Speciální verze vycházející z modelu 156
Alfa Romeo 156, zvláště pak verze GTA, byla atraktivním modelem pro další úpravy od firem zabývajících se úpravou automobilů, především pak směrem k jejich závodnímu využití. Nejvýznamnějším z takových úpravců je dvorní úpravce Alfy Romeo – divize Autodelta, původně soutěžní oddělení Alfy Romeo z 60, 70. a počátku 80. let dvacátého století.

### Alfa Romeo 156 GTAm
Alfa Romeo 156 GTAm byla představena na autosalonu v Bologni v prosinci 2002. Vůz byl vyroben partnerem Fiat Group  společností N.Technology. Zdvihový objem motoru o obsahu 3,2L použitého v GTA  se zvýšil na 3,5L (konkrétně na 3,548 cm³) a výkon se zvýšil na 300 PS (221 kW). Vůz měl rozšířené blatníky, 19 palcové kola a byl vybaven diferenciálem s omezeným prokluzem N.Technology. Nárazníky tvarově vycházely z běžných verzí, ovšem byly upraveny a doplněny o spoilery. Toto auto se nikdy nedostalo do produkční výroby.

### Alfa Romeo 156 Sportwagon GTA 3.5 Autodelta
Na ženevském autosalonu v roce 2004 představila Autodelta prototyp 156 Sportwagon vybavený motorem V6 o objemu 3,5 L (konkrétně na 3,548 cm³)), který vyvinul výkon 300 PS (221 kW) při 6800 otáčkách za minutu. Vůz byl vybaven nastavitelnými tlumiči Bilstein, pružinami Eibach a předními brzdami Brembo o průměru 330 milimetrů. Hmotnost byla snížena díky použití kapoty motoru vyrobené z kompozitních materiálů. Design vozu vycházel z faceliftované verze.

### Autodelta 156 GTA 3.7 V6
Londýnská tuningová odnož firmy Autodelta vyrobila dvě vysoce výkonné verze založené na 156 GTA. Ve verzi GTA AM byl motor Alfa Romeo V6 se zvýšeným obsahem na 3 750 cm³ (3,7 L), který byl schopen vyvinout výkon 328 PS (241 kW) při 7 300 ot./min. Díky tomu mohl vůz dosáhnout nejvyšší rychlosti 282 km/h a zrychlit na 100 km/h za 5,2 s. Druhá verze GTA AM Super byla aktualizací první verze, kdy byla vybavena kompresorem Rotrex zabezpečující výkon 400 PS (294 kW).

## Galerie

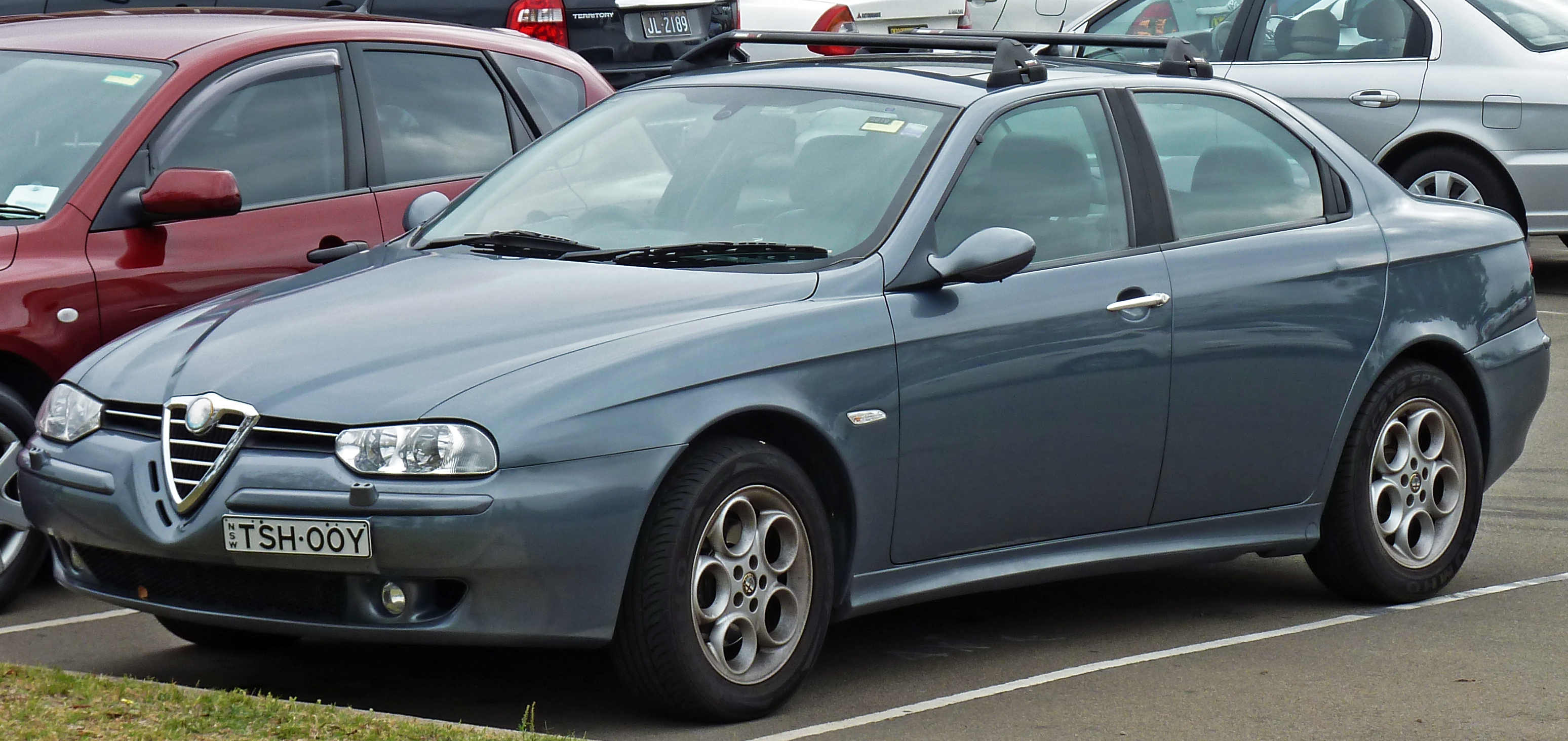
Alfa Romeo 156
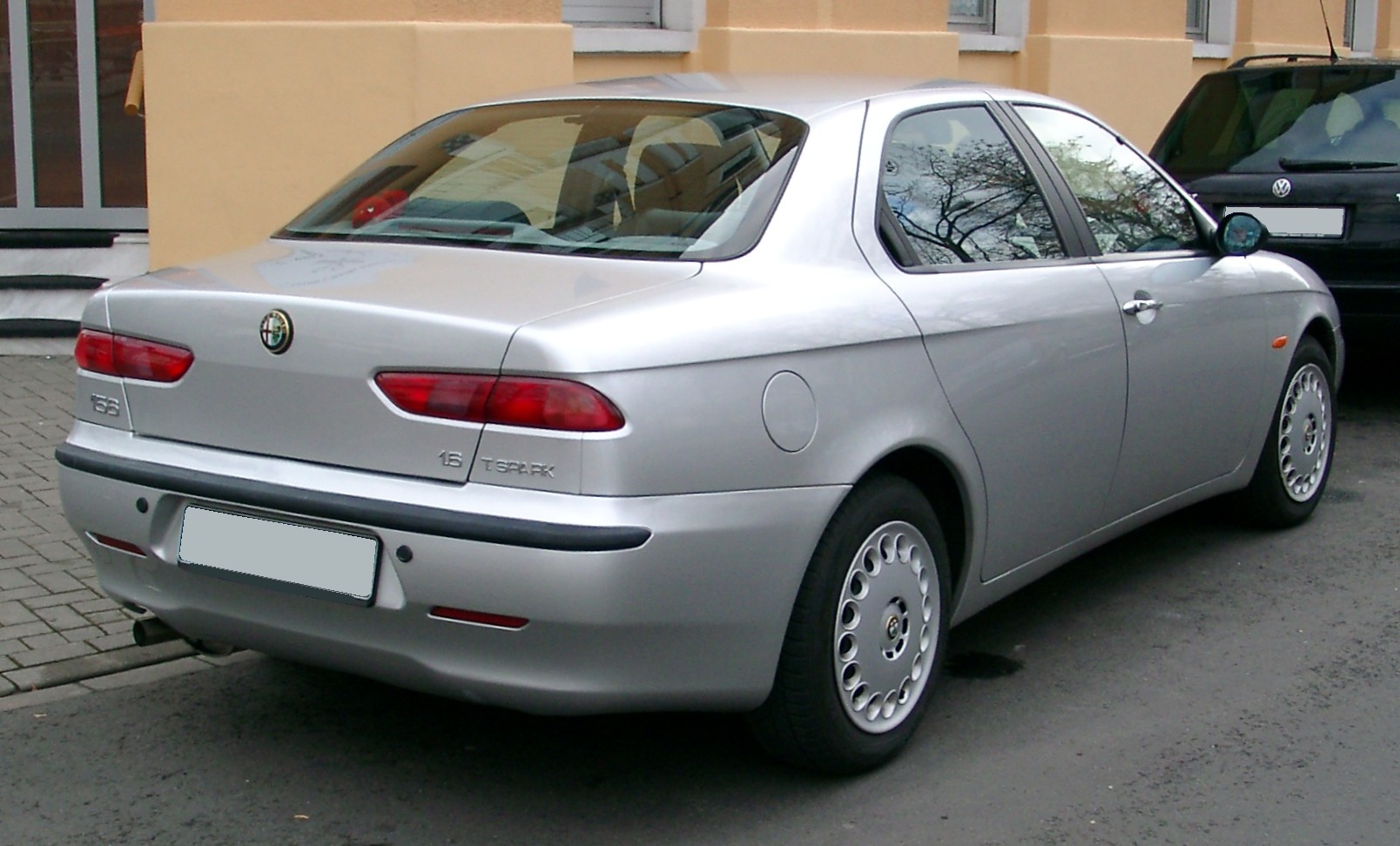
Alfa Romeo 156 1.6 TwinSpark (zadní pohled)
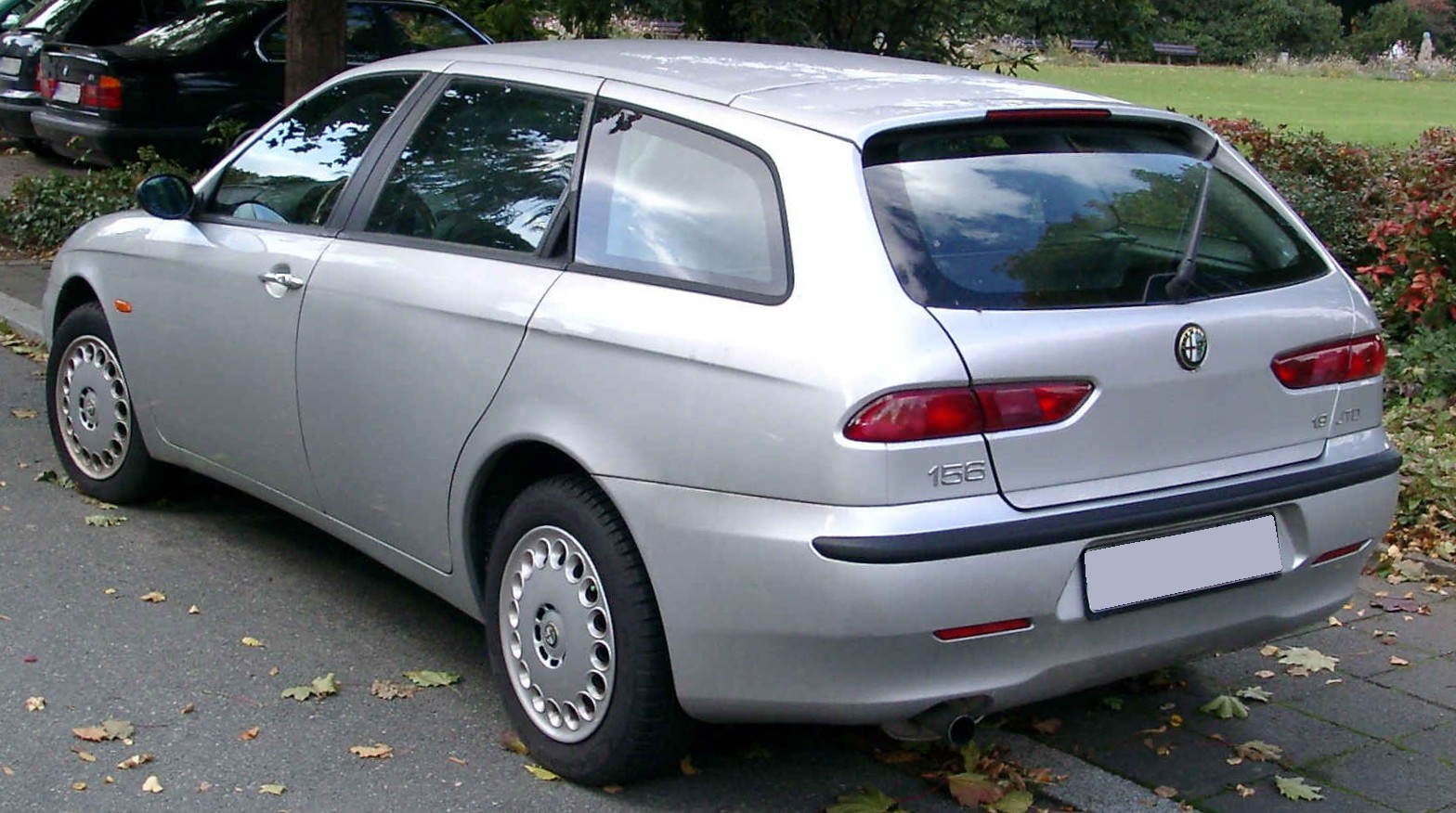
Alfa Romeo 156 Sportwagon (zadní pohled)
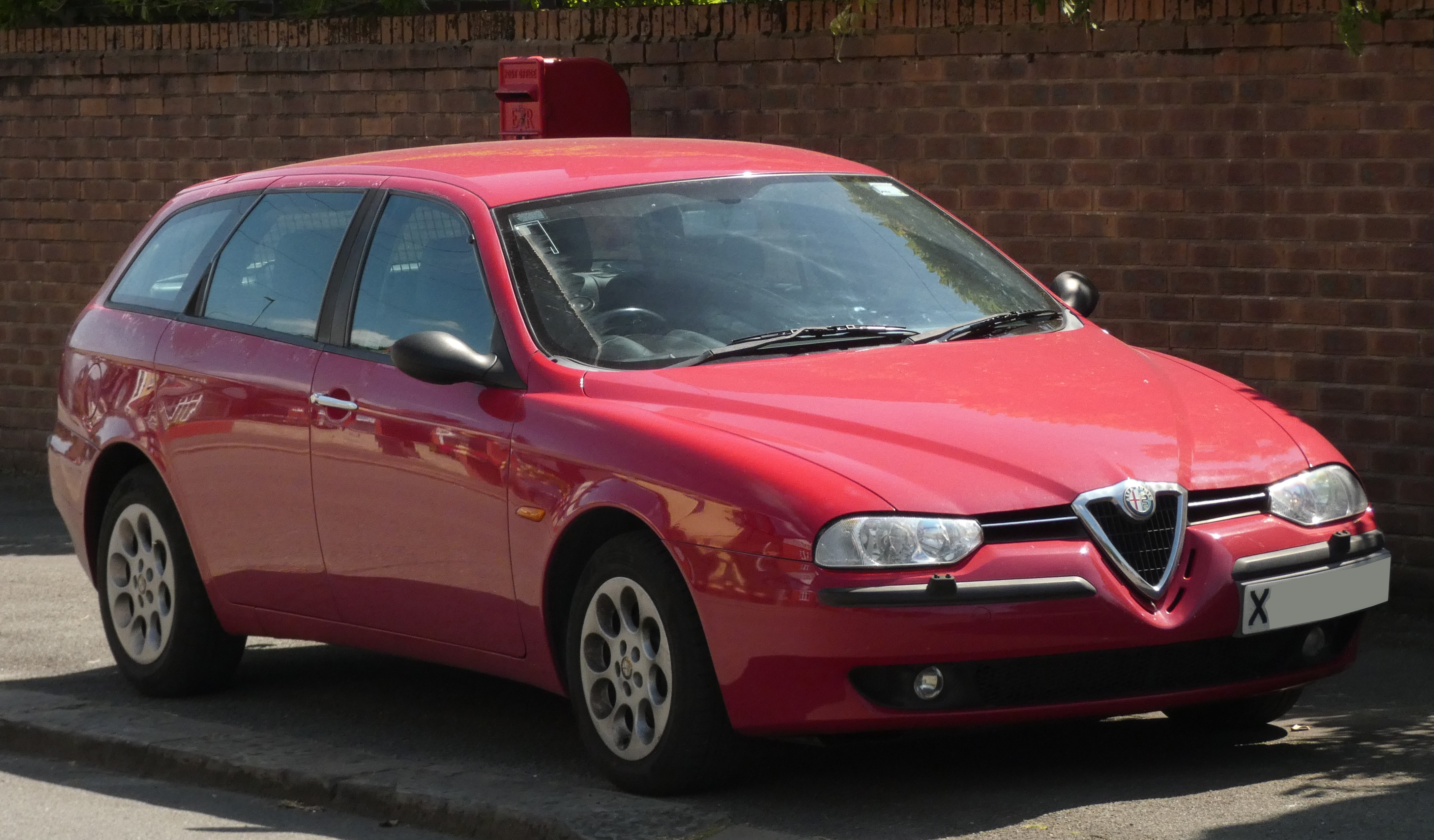
Alfa Romeo 156 Sportwagon
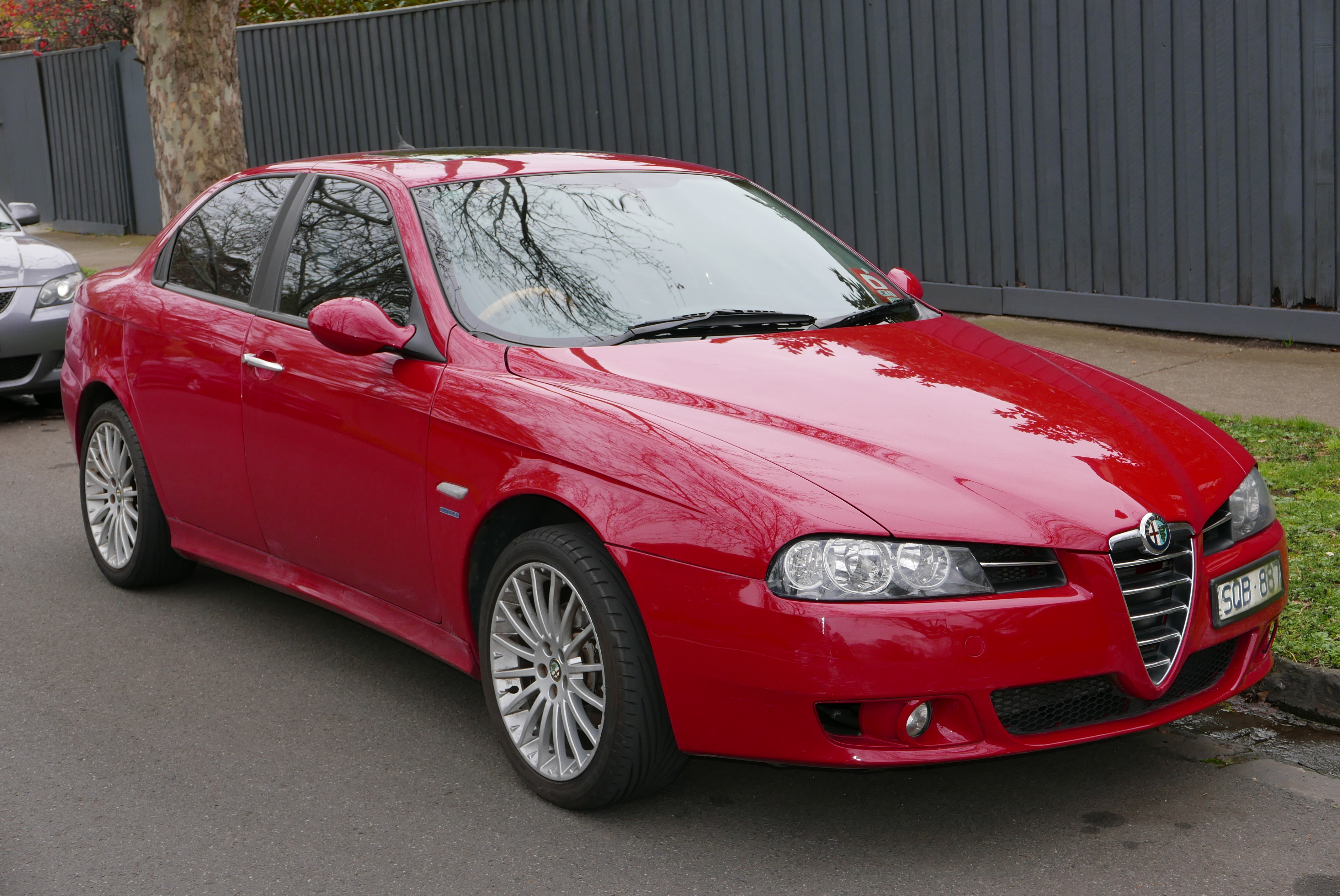
Alfa Romeo 156 (facelift)
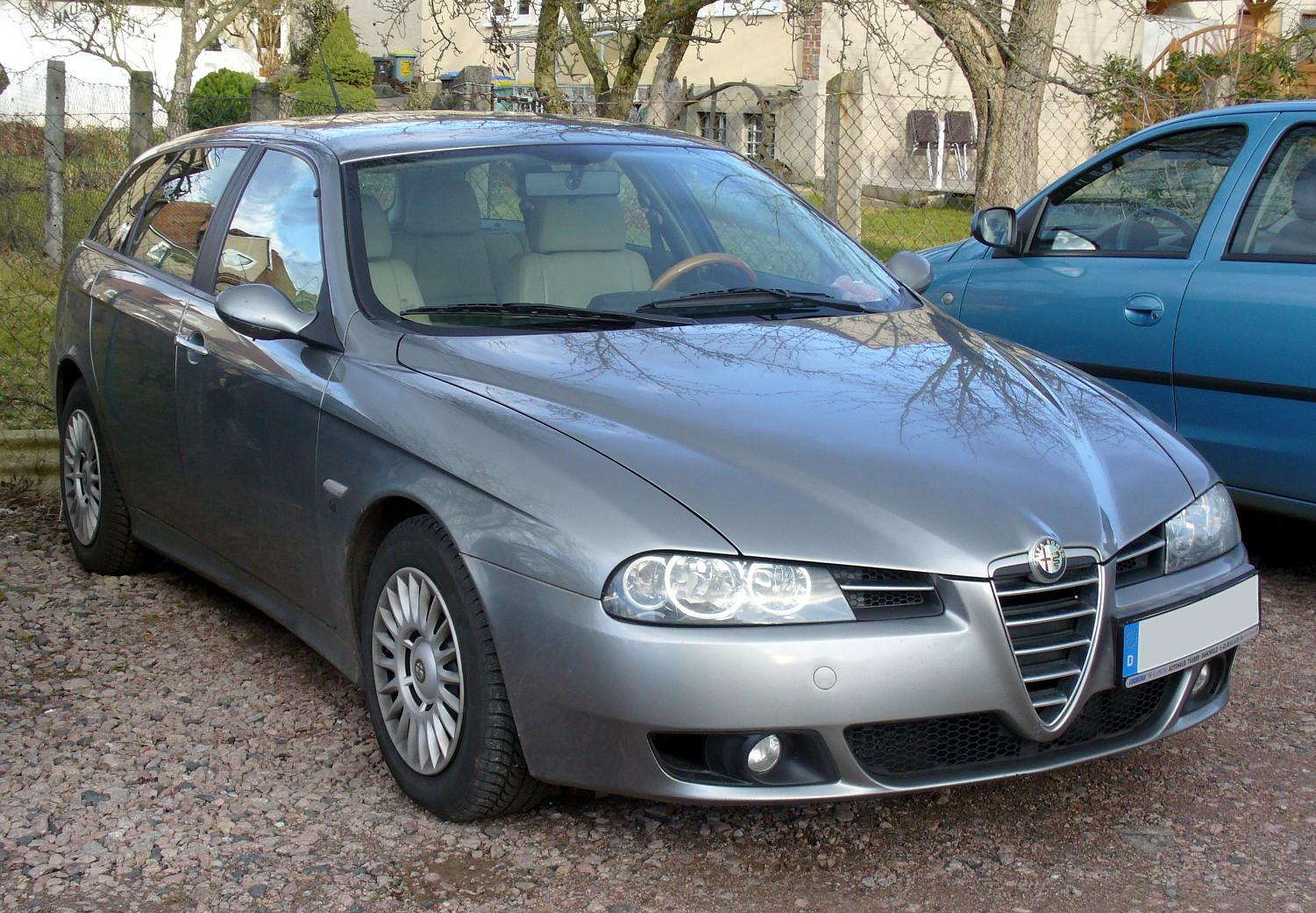
Alfa Romeo 156 Sportwagon (facelift)
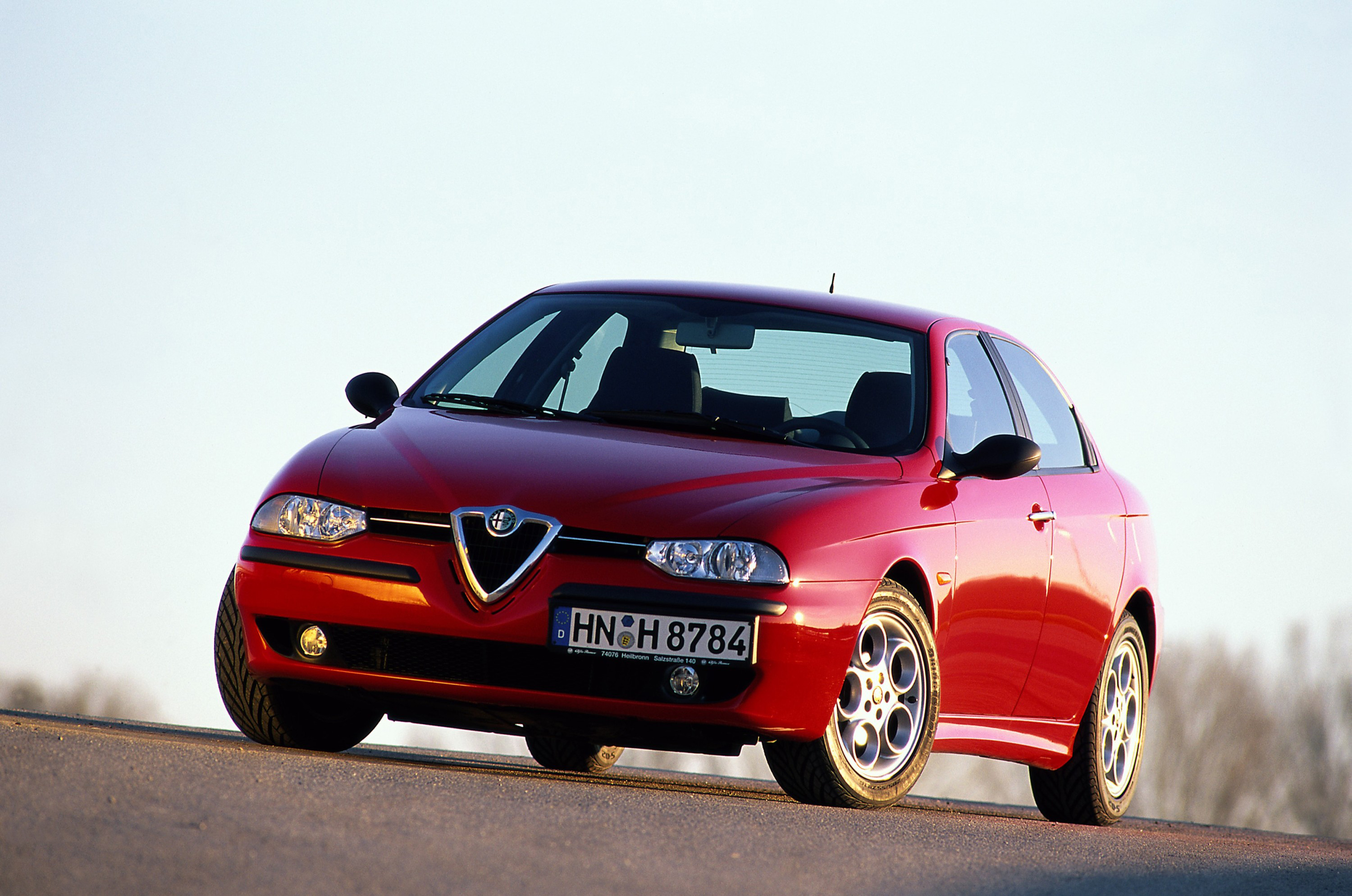
Alfa Romeo 156
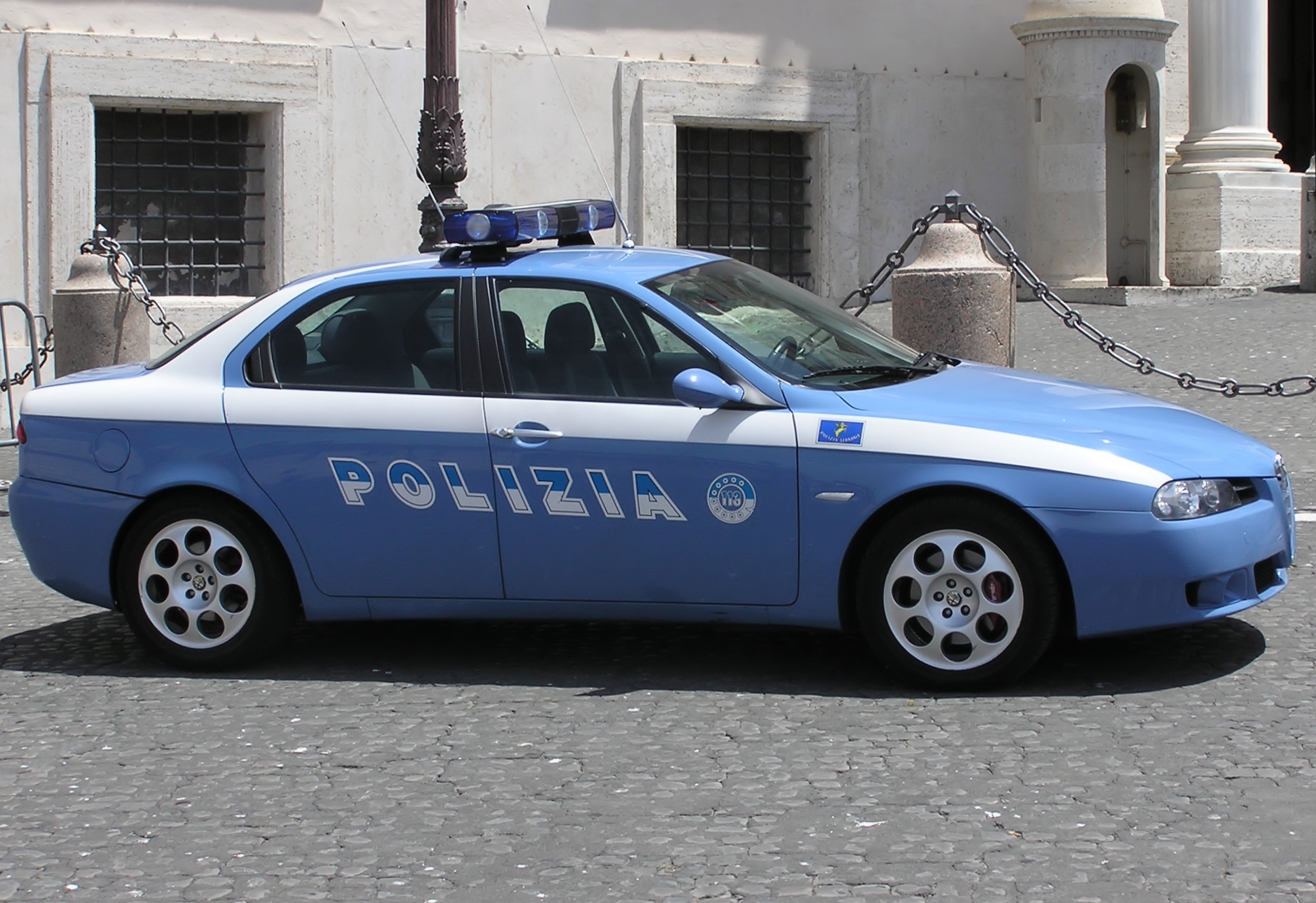
Alfa Romeo 156 (policejní vůz, facelift)